# Llista d'asteroides/93601–93700
| Nom     | Designació provisional | Data de descobriment | Lloc de descobriment | Descobridor/s |
| ------- | ---------------------- | -------------------- | -------------------- | ------------- |
| 93601 - | 2000 UR57              | 25 d'octubre, 2000   | Socorro              | LINEAR        |
| 93602 - | 2000 UG58              | 25 d'octubre, 2000   | Socorro              | LINEAR        |
| 93603 - | 2000 UO58              | 25 d'octubre, 2000   | Socorro              | LINEAR        |
| 93604 - | 2000 UP58              | 25 d'octubre, 2000   | Socorro              | LINEAR        |
| 93605 - | 2000 UR58              | 25 d'octubre, 2000   | Socorro              | LINEAR        |
| 93606 - | 2000 UU60              | 25 d'octubre, 2000   | Socorro              | LINEAR        |
| 93607 - | 2000 UQ61              | 25 d'octubre, 2000   | Socorro              | LINEAR        |
| 93608 - | 2000 UR61              | 25 d'octubre, 2000   | Socorro              | LINEAR        |
| 93609 - | 2000 UX61              | 25 d'octubre, 2000   | Socorro              | LINEAR        |
| 93610 - | 2000 UK62              | 25 d'octubre, 2000   | Socorro              | LINEAR        |
| 93611 - | 2000 UZ62              | 25 d'octubre, 2000   | Socorro              | LINEAR        |
| 93612 - | 2000 UH63              | 25 d'octubre, 2000   | Socorro              | LINEAR        |
| 93613 - | 2000 UL64              | 25 d'octubre, 2000   | Socorro              | LINEAR        |
| 93614 - | 2000 UZ65              | 25 d'octubre, 2000   | Socorro              | LINEAR        |
| 93615 - | 2000 UO66              | 25 d'octubre, 2000   | Socorro              | LINEAR        |
| 93616 - | 2000 UW66              | 25 d'octubre, 2000   | Socorro              | LINEAR        |
| 93617 - | 2000 UC69              | 25 d'octubre, 2000   | Socorro              | LINEAR        |
| 93618 - | 2000 UL69              | 25 d'octubre, 2000   | Socorro              | LINEAR        |
| 93619 - | 2000 UR69              | 25 d'octubre, 2000   | Socorro              | LINEAR        |
| 93620 - | 2000 UQ70              | 25 d'octubre, 2000   | Socorro              | LINEAR        |
| 93621 - | 2000 UZ70              | 25 d'octubre, 2000   | Socorro              | LINEAR        |
| 93622 - | 2000 UJ71              | 25 d'octubre, 2000   | Socorro              | LINEAR        |
| 93623 - | 2000 UC73              | 25 d'octubre, 2000   | Socorro              | LINEAR        |
| 93624 - | 2000 UP73              | 26 d'octubre, 2000   | Socorro              | LINEAR        |
| 93625 - | 2000 UU73              | 26 d'octubre, 2000   | Socorro              | LINEAR        |
| 93626 - | 2000 UV73              | 26 d'octubre, 2000   | Socorro              | LINEAR        |
| 93627 - | 2000 UK74              | 29 d'octubre, 2000   | Socorro              | LINEAR        |
| 93628 - | 2000 UF75              | 31 d'octubre, 2000   | Socorro              | LINEAR        |
| 93629 - | 2000 UH77              | 24 d'octubre, 2000   | Socorro              | LINEAR        |
| 93630 - | 2000 UR77              | 24 d'octubre, 2000   | Socorro              | LINEAR        |
| 93631 - | 2000 UV78              | 24 d'octubre, 2000   | Socorro              | LINEAR        |
| 93632 - | 2000 UE79              | 24 d'octubre, 2000   | Socorro              | LINEAR        |
| 93633 - | 2000 UF79              | 24 d'octubre, 2000   | Socorro              | LINEAR        |
| 93634 - | 2000 UP79              | 24 d'octubre, 2000   | Socorro              | LINEAR        |
| 93635 - | 2000 UR80              | 24 d'octubre, 2000   | Socorro              | LINEAR        |
| 93636 - | 2000 UF81              | 24 d'octubre, 2000   | Socorro              | LINEAR        |
| 93637 - | 2000 UM81              | 24 d'octubre, 2000   | Socorro              | LINEAR        |
| 93638 - | 2000 UP81              | 24 d'octubre, 2000   | Socorro              | LINEAR        |
| 93639 - | 2000 UQ86              | 31 d'octubre, 2000   | Socorro              | LINEAR        |
| 93640 - | 2000 UU86              | 31 d'octubre, 2000   | Socorro              | LINEAR        |
| 93641 - | 2000 US88              | 31 d'octubre, 2000   | Socorro              | LINEAR        |
| 93642 - | 2000 UA89              | 31 d'octubre, 2000   | Socorro              | LINEAR        |
| 93643 - | 2000 UK89              | 31 d'octubre, 2000   | Socorro              | LINEAR        |
| 93644 - | 2000 UE90              | 24 d'octubre, 2000   | Socorro              | LINEAR        |
| 93645 - | 2000 UF90              | 24 d'octubre, 2000   | Socorro              | LINEAR        |
| 93646 - | 2000 UR90              | 24 d'octubre, 2000   | Socorro              | LINEAR        |
| 93647 - | 2000 UK91              | 25 d'octubre, 2000   | Socorro              | LINEAR        |
| 93648 - | 2000 UH92              | 25 d'octubre, 2000   | Socorro              | LINEAR        |
| 93649 - | 2000 UA94              | 25 d'octubre, 2000   | Socorro              | LINEAR        |
| 93650 - | 2000 UQ94              | 25 d'octubre, 2000   | Socorro              | LINEAR        |
| 93651 - | 2000 UU94              | 25 d'octubre, 2000   | Socorro              | LINEAR        |
| 93652 - | 2000 UW97              | 25 d'octubre, 2000   | Socorro              | LINEAR        |
| 93653 - | 2000 UL98              | 25 d'octubre, 2000   | Socorro              | LINEAR        |
| 93654 - | 2000 UX98              | 25 d'octubre, 2000   | Socorro              | LINEAR        |
| 93655 - | 2000 UT99              | 25 d'octubre, 2000   | Socorro              | LINEAR        |
| 93656 - | 2000 UW99              | 25 d'octubre, 2000   | Socorro              | LINEAR        |
| 93657 - | 2000 UN100             | 25 d'octubre, 2000   | Socorro              | LINEAR        |
| 93658 - | 2000 UU103             | 25 d'octubre, 2000   | Socorro              | LINEAR        |
| 93659 - | 2000 UF104             | 25 d'octubre, 2000   | Socorro              | LINEAR        |
| 93660 - | 2000 UH104             | 25 d'octubre, 2000   | Socorro              | LINEAR        |
| 93661 - | 2000 UQ104             | 25 d'octubre, 2000   | Socorro              | LINEAR        |
| 93662 - | 2000 UD105             | 29 d'octubre, 2000   | Socorro              | LINEAR        |
| 93663 - | 2000 UX105             | 29 d'octubre, 2000   | Socorro              | LINEAR        |
| 93664 - | 2000 UJ106             | 30 d'octubre, 2000   | Socorro              | LINEAR        |
| 93665 - | 2000 US108             | 31 d'octubre, 2000   | Socorro              | LINEAR        |
| 93666 - | 2000 UL109             | 31 d'octubre, 2000   | Socorro              | LINEAR        |
| 93667 - | 2000 UM109             | 31 d'octubre, 2000   | Socorro              | LINEAR        |
| 93668 - | 2000 UA110             | 31 d'octubre, 2000   | Socorro              | LINEAR        |
| 93669 - | 2000 UV111             | 29 d'octubre, 2000   | Kitt Peak            | Spacewatch    |
| 93670 - | 2000 UC112             | 29 d'octubre, 2000   | Kitt Peak            | Spacewatch    |
| 93671 - | 2000 UQ112             | 24 d'octubre, 2000   | Socorro              | LINEAR        |
| 93672 - | 2000 UY112             | 19 d'octubre, 2000   | Kitt Peak            | Spacewatch    |
| 93673 - | 2000 UR113             | 18 d'octubre, 2000   | Socorro              | LINEAR        |
| 93674 - | 2000 VZ3               | 1 de novembre, 2000  | Socorro              | LINEAR        |
| 93675 - | 2000 VR5               | 1 de novembre, 2000  | Socorro              | LINEAR        |
| 93676 - | 2000 VX5               | 1 de novembre, 2000  | Socorro              | LINEAR        |
| 93677 - | 2000 VD6               | 1 de novembre, 2000  | Socorro              | LINEAR        |
| 93678 - | 2000 VJ6               | 1 de novembre, 2000  | Socorro              | LINEAR        |
| 93679 - | 2000 VO11              | 1 de novembre, 2000  | Socorro              | LINEAR        |
| 93680 - | 2000 VC12              | 1 de novembre, 2000  | Socorro              | LINEAR        |
| 93681 - | 2000 VZ13              | 1 de novembre, 2000  | Socorro              | LINEAR        |
| 93682 - | 2000 VM14              | 1 de novembre, 2000  | Socorro              | LINEAR        |
| 93683 - | 2000 VN14              | 1 de novembre, 2000  | Socorro              | LINEAR        |
| 93684 - | 2000 VC15              | 1 de novembre, 2000  | Socorro              | LINEAR        |
| 93685 - | 2000 VG15              | 1 de novembre, 2000  | Socorro              | LINEAR        |
| 93686 - | 2000 VB17              | 1 de novembre, 2000  | Socorro              | LINEAR        |
| 93687 - | 2000 VH18              | 1 de novembre, 2000  | Socorro              | LINEAR        |
| 93688 - | 2000 VG20              | 1 de novembre, 2000  | Socorro              | LINEAR        |
| 93689 - | 2000 VT20              | 1 de novembre, 2000  | Socorro              | LINEAR        |
| 93690 - | 2000 VE21              | 1 de novembre, 2000  | Socorro              | LINEAR        |
| 93691 - | 2000 VJ21              | 1 de novembre, 2000  | Socorro              | LINEAR        |
| 93692 - | 2000 VK21              | 1 de novembre, 2000  | Socorro              | LINEAR        |
| 93693 - | 2000 VC23              | 1 de novembre, 2000  | Socorro              | LINEAR        |
| 93694 - | 2000 VD23              | 1 de novembre, 2000  | Socorro              | LINEAR        |
| 93695 - | 2000 VU24              | 1 de novembre, 2000  | Socorro              | LINEAR        |
| 93696 - | 2000 VV25              | 1 de novembre, 2000  | Socorro              | LINEAR        |
| 93697 - | 2000 VH26              | 1 de novembre, 2000  | Socorro              | LINEAR        |
| 93698 - | 2000 VM26              | 1 de novembre, 2000  | Socorro              | LINEAR        |
| 93699 - | 2000 VP26              | 1 de novembre, 2000  | Socorro              | LINEAR        |
| 93700 - | 2000 VT26              | 1 de novembre, 2000  | Socorro              | LINEAR        |